# Avarština
Moderní avarština (магӀарул мацӀ, авар мацӀ) patří mezi severovýchodní kavkazské jazyky.

## Rozšíření
Používá se především ve východních a jižních částech Dagestánu a v regionu Zakatala v Ázerbájdžánu. Malé komunity mluvčích žijí také v Čečensku a Kalmycku, v Gruzii, v Kazachstánu, Jordánsku a v oblasti kolem Marmarského moře v Turecku. Celkem ji používá asi 790 000 mluvčích.
Je jedním z šesti literárních jazyků Dagestánu. Není zde používána jen Avary, ale slouží také jako komunikační jazyk mezi různými etnickými a jazykovými skupinami.

### Dialekty
Avarština se dělí na dvě hlavní skupiny dialektů. Na severní, kterou používá avarská literatura, jež zahrnuje dialekty Khunzakh, Kazbek, Gunib, Gumbet a další a na jižní jež zahrnuje dialekty Andalal, Gidatl', Antsukh, Charoda, Tlyarata, Cumada, Cunta a další. Má patnáct mluvených dialektů, jež mnoho lingvistů považuje za samostatné jazyky:
- Bagulalštinu
- Chamalalštinu
- Budukhštinu
- Botlikhštinu
- Andištinu
- Godoberištinu
- Khvarsištinu
- Ginughštinu
- Hunzibštinu
- Bezhtaštinu

Jsou pojmenovány podle jednotlivých kmenů které tyto dialekty používají.

## Písmo
Až do 15. století pro zápis používala gruzínské písmo. Od 17. století pak upravené arabské písmo známé jako ajam jež je stále živé. V rámci jazykové politiky Sovětského svazu byl v roce 1928 ajam nahrazen latinkou a následně v roce 1938 cyrilicí.
| А а   | Б б | В в   | Г г | Гъ гъ | Гь гь | ГӀ гӀ | Д д | Е е   | Ё ё   | Ж ж   |
| З з   | И и | Й й   | К к | Къ къ | Кь кь | КӀ кӀ | Л л | Лъ лъ | М м   | Н н   |
| О о   | П п | Р р   | С с | Т т   | ТӀ тӀ | У у   | Ф ф | Х х   | Хъ хъ | Хь хь |
| ХӀ хӀ | Ц ц | ЦӀ цӀ | Ч ч | ЧӀ чӀ | Ш ш   | Щ щ   | Ъ ъ | Э э   | Ю ю   | Я я   |

## Historie
Literární jazyk je založen na obecném dialektu болмацӀ (bolmaċ) dříve používaného pro komunikaci mezi mluvčími různých jiných dialektů a jazyků. bolmaċ měl v podstatné míře původ v nářečí Khunzakh a ovlivněn byl také jižními dialekty. Dnes naopak literární jazyk ovlivňuje jednotlivá nářečí a stírá jejich vzájemné rozdíly.
Nejznámější osobností moderní avarské literatury je dagestánský lidový básník Rasul Gamzatov (zemřel 3. ledna 2003). Ruským překladům jeho básní se dostalo rozšíření po celém Sovětském svazu. Jiným významným básníkem píšícím avarsky byl Abdulla Gazimagomedovič Daganov.

## Příklady

### Číslovky
| Avarsky | Česky |
| цо      | jeden |
| кIиго   | dva   |
| лъабго  | tři   |
| ункъо   | čtyři |
| щуго    | pět   |
| анлъго  | šest  |
| анкьго  | sedm  |
| микьго  | osm   |
| ичIго   | devět |
| анцIго  | deset |

## Pozdravy
| Ahoj!             | ВорчӀами!               | Worç̇ami!              |
| Jak se máte?      | Щиб хӀал бугеб?         | Ŝib ẋal bugeb?        |
| Jak se jmenujete? | Дуда цӀар щиб?          | Duda ċar ŝib?         |
| Jaký je váš věk?  | Чан сон дур бугеб?      | Çan son dur bugeb?    |
| Kam jdete?        | Киве мун унев вугев?    | Kiwe mun unew wugew?  |
| Omlouvám se!      | ТӀаса лъугьа!           | Ṭasa łuha!            |
| Staví cestu.      | Гьез нух гьабулеб буго. | Hez nux habuleb bugo. |